# Гремучий (Тацинский район)
Гремучий — хутор в Тацинском районе Ростовской области.
Входит в состав Михайловского сельского поселения.
Население 444 человек.

## География

### Улицы
- ул. А. Швыдкова,
- ул. Набережная,
- ул. Щорса.

## Население
| 2010 |
| ---- |
| 399  |